# ميتال غير سوليد
ميتال غير سوليد (بالإنجليزية: Metal Gear Solid)‏ هي لعبة فيديو شهيرة حققت نجاحاً منقطع النظير وصنفت ضمن أفضل ألعاب بلاي ستيشن 1 تعتمد على نظام التسلل والتجسس والاثارة هي الجزء الأولى من ميتال غير ثلاثية الابعاد تم تطوير اللعبة من قبل شركة كونامي وصدرت عام 1998 بمنصة ps1. مهمة سنيك في اللعبة هو اختراق منشاة نووية في إحدى جزر ألاسكا سقطت في أيادي كومندو عسكري إنقلب على الحكومة الفيديرالية وتحرير الرهنتين هما رئيس داربا ورئيس الشركة المصنعة للأسلحة الكبيرة ومواجهة الإرهابيين، ومنعهم من شن ضربة نووية.

## اللعب
على الرغم من الانتقال اللعبة إلى ثلاثية الابعاد ولكنة لا تزال تشبه سابقتها MSX2 ثنائية الابعاد من حيث اللعب

## روابط خارجية
- ميتال غير سوليد على موقع IMDb (الإنجليزية)
- ميتال غير سوليد على موقع الموسوعة البريطانية (الإنجليزية)